# Via da quinurenina

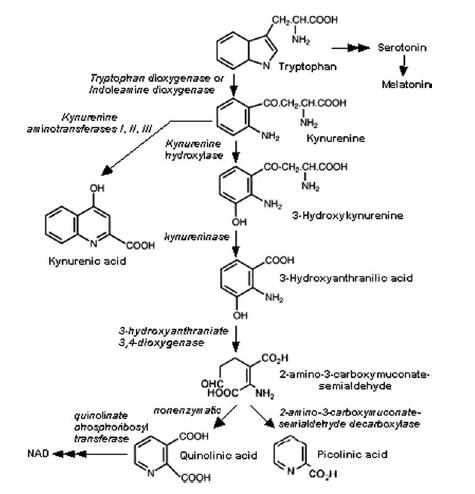
Diagrama ilustrando a Via da Quinurenina, um importante caminho metabólico no corpo humano, relacionado à manipulação do triptofano. A imagem detalha as várias etapas e reações bioquímicas envolvidas na metabolização da quinurenina, um intermediário essencial nesse processo.

Via da quinurenina ou rota da quinurenina (abreviada na literatura por KP, de kynurenine pathway) é uma via metabólica que leva à produção de nicotinamida-adenina-dinucleótido (NAD+) a partir da degradação do aminoácido essencial triptofano. A interrupção dessa rota metabólicas é associada com certos anomalias genéticas.